# 尤里·阿列克谢耶维奇·涅斯捷连科
尤里·阿列克谢耶维奇·涅斯捷连科（羅馬化：Yuriy Alekseyevich Nesterenko；1991年6月12日—）是一名俄罗斯职业足球守门员，效力于克拉斯诺达尔库班队。

## 职业生涯
2014年3月30日，他在俄罗斯超级联赛中首次亮相，代表喀山红宝石队对阵罗斯托夫队。